# Đinh Anh Dũng
Đinh Anh Dũng là nhà quay phim, đạo diễn sân khấu người Việt Nam. Ông được biết đến là nhà quay phim vào thập niên 1980 với bốn giải Quay phim xuất sắc tại các kỳ Liên hoan phim Việt Nam; và sau này là một trong những người tiên phong làm video âm nhạc (MV) tại Việt Nam trong thập niên 1990.

## Sự nghiệp
Năm 1983, Đinh Anh Dũng tốt nghiệp thủ khoa ngành Quay phim khóa 1, Trường Đại học Sân khấu – Điện ảnh Hà Nội, ngay trong bộ phim điện ảnh đầu tay Gánh xiếc rong, Anh Dũng đã nhận giải Quay phim xuất sắc nhất trong kỳ Liên hoan phim Việt Nam năm 1990. 
Năm 1992, Anh Dũng bắt đầu vai trò đạo diễn cho các MV và sự kiện âm nhạc.
Năm 1995, Anh Dũng sang Mĩ theo diện đoàn tụ gia đình, thời gian này ông làm việc tại các trung tâm sản xuất nhạc ở Mĩ và Canada. Ông về Việt Nam định cư từ tháng 2 năm 2004.

## Giải thưởng
| Năm  | Sự kiện                                                     | Giải thưởng cá nhân                                   | Tác phẩm                         | Phân loại     | Chú thích             |
| ---- | ----------------------------------------------------------- | ----------------------------------------------------- | -------------------------------- | ------------- | --------------------- |
| 1985 | Liên hoan phim thành phố Hồ Chí Minh                        | Quay phim xuất sắc                                    |                                  | Phim tài liệu | [ 4 ]                 |
| 1985 | Liên hoan phim Việt Nam lần thứ 7                           | Quay phim xuất sắc                                    | Một phần năm mươi giây cuộc đời  | Phim tài liệu | [ 5 ]                 |
| 1985 | Liên hoan phim Việt Nam lần thứ 7                           | Quay phim xuất sắc                                    | Người Công giáo huyện Thống Nhất | Phim tài liệu | [ 5 ]                 |
| 1988 | Liên hoan phim Việt Nam lần thứ 8                           | Bằng khen                                             |                                  |               | [ 4 ]                 |
| 1990 | Báo Tuổi Trẻ                                                | Giải thưởng “10 nghệ sĩ xuất sắc nhất” của TPHCM      |                                  |               | [ 4 ]                 |
| 1990 | Liên hoan phim Việt Nam lần thứ 9                           | Quay phim xuất sắc                                    | Gánh xiếc rong                   | Điện ảnh      | [ 5 ]                 |
| 1991 | Nhà Văn hóa Thanh niên                                      | Quay phim được yêu thích nhất                         |                                  |               | [ 4 ]                 |
| 1993 | Tạp chí Phim                                                | Nghệ sĩ được yêu thích nhất                           |                                  |               | [ 4 ]                 |
| 1993 | Liên hoan phim Việt Nam lần thứ 10                          | Quay phim xuất sắc                                    | Xương rồng đen                   | Điện ảnh      | [ 5 ]                 |
| 1994 | Tạp chí Âm nhạc (Hội Âm nhạc TPHCM)                         | Đạo diễn album ca nhạc hay nhất                       |                                  | MV            | [ 4 ]                 |
| 2003 | Liên hoan phim dành cho Việt kiều trên toàn thế giới (VIFF) | Giải nhất                                             | Đường trần                       |               | [ 5 ]                 |
| 2004 | VTV - bài hát tôi yêu                                       | Giải thưởng của Hội Nhạc sĩ Việt Nam cho nhóm nhạc nữ | Cỏ và mưa                        | MV            | Đề cử: nhóm 5 Dòng kẻ |

## Tác phẩm

### Phim
| Năm               | Tựa đề                           | Định dạng         | Chú thích         |
| Vai trò quay phim | Vai trò quay phim                | Vai trò quay phim | Vai trò quay phim |
| ----------------- | -------------------------------- | ----------------- | ----------------- |
| 1983              | Lời cuối                         | Phim tài liệu     |                   |
| 1985              | Một phần năm mươi giây cuộc đời  | Phim tài liệu     |                   |
| 1985              | Người Công giáo huyện Thống Nhất | Phim tài liệu     |                   |
| 1988              | Gánh xiếc rong                   | Điện ảnh          |                   |
| 1990              | Phía sau cuộc chiến              | Điện ảnh          |                   |
| 1992              | Băng qua bóng tối                | Điện ảnh          | [ 7 ]             |
| 1993              | Lương tâm bé bỏng                | Điện ảnh          | [ 7 ]             |
| 1993              | Xương rồng đen                   | Điện ảnh          |                   |
| 1993              | Tình người                       | Phim ngắn         |                   |
| 2003              | Đường trần                       | Phim ngắn         |                   |
| 2004              | Nữ tướng cướp                    | Điện ảnh          | [ 7 ]             |
| Vai trò đạo diễn  |                                  |                   |                   |
| 2012              | Phạm Duy - Ngày về               | Phim tài liệu     | [ 8 ]             |

### Âm nhạc
| Năm  | MV / Chương trình                             | Ca sĩ               | Vai trò       | Chú thích                       |
| ---- | --------------------------------------------- | ------------------- | ------------- | ------------------------------- |
| 1992 | Văn Cao - giấc mơ một đời người               |                     | Đạo diễn      | Gồm 10 ca khúc                  |
| 1994 | Trịnh Công Sơn - xin trả nợ người             |                     | Đạo diễn      |                                 |
| 1994 | Nhớ về Hà Nội                                 | Hồng Nhung          | Đạo diễn      |                                 |
| 1996 | Văn Cao - buổi sáng có trong sự thật          |                     | Đạo diễn      |                                 |
|      | Đoàn Chuẩn Từ Linh - gửi gió cho mây ngàn bay |                     |               |                                 |
| 1997 | Nhớ Huế                                       |                     |               | 8 ca khúc                       |
| 2002 | Quê hương, tình yêu và tuổi trẻ               | Tình Production     | Đồng đạo diễn | 25 tiết mục                     |
| 2004 | Tình hoàng hôn                                | Tuấn Hưng           | Đạo diễn      | VTV - Bài hát tôi yêu lần thứ 3 |
| 2004 | Cỏ và mưa                                     | 5 dòng kẻ           | Đạo diễn      | VTV – Bài hát tôi yêu lần thứ 3 |
| 2006 | 108 anh hùng Lương Sơn Bạc                    | Thủy Hử Productions | Đạo diễn      | [ 12 ]                          |
| 2007 | Ngày xưa Hoàng Thị                            | Đoan Trang          | Đạo diễn      | [ 13 ]                          |
| 2009 | Cười với Hoài Linh 9                          |                     | Đạo diễn      |                                 |

### Sự kiện
| Năm  | Chương trình                                    | Vai trò                                | Chú thích                                 |
| ---- | ----------------------------------------------- | -------------------------------------- | ----------------------------------------- |
| 2005 | Lễ trao giải VTV - Bài hát tôi yêu lần thứ 3    | Đạo diễn                               | [ 4 ]                                     |
| 2005 | Sen                                             | Đạo diễn                               | Duyên dáng Việt Nam 14                    |
| 2006 | Mekong festival lần 2                           | Đạo diễn nghệ thuật                    | Liên hoan du lịch đồng bằng sông Cửu Long |
| 2006 | Lung linh biển                                  | Đạo diễn nghệ thuật                    | Festival biển Bà Rịa – Vũng Tàu           |
| 2007 | Duyên dáng Việt Nam 18                          | Đạo diễn                               | [ 3 ]                                     |
| 2007 | Khai hội mùa Du lịch Bà Rịa - Vũng Tàu năm 2007 | Đạo diễn nghệ thuật                    | [ 17 ]                                    |
| 2008 | Giải Cánh diều 2007                             | Đạo diễn lễ trao giải                  | [ 18 ]                                    |
| 2009 | Liên hoan phim Việt Nam lần thứ 16              | Đạo diễn                               | Chương trình khai mạc và bế mạc           |
| 2009 | Duyên dáng Việt Nam 21                          | Đạo diễn                               | Thay thế Huỳnh Phúc Điền                  |
| 2009 | Khai mạc Hoa hậu Quý bà                         | Đạo diễn                               | [ 20 ]                                    |
| 2011 | Liên hoan phim Việt Nam lần thứ 17              | Thành viên Ban giám khảo phim điện ảnh | [ 21 ]                                    |
| 2011 | Giải Mai Vàng                                   | Đạo diễn                               | [ 22 ]                                    |
| 2011 | Lung linh sắc biển                              | Đạo diễn                               | Festival biển Nha Trang                   |
| 2013 | Giải Mai Vàng lần thứ 19                        | Đạo diễn                               | [ 23 ]                                    |
| 2014 | Son vàng tháng 8                                | Đạo diễn                               | [ 24 ]                                    |
| 2016 | Duyên dáng Việt Nam lần 28                      | Tổng đạo diễn                          | [ 25 ]                                    |